# Necolio indicus
Necolio indicus är en stekelart som först beskrevs av Rao 1953.  Necolio indicus ingår i släktet Necolio och familjen brokparasitsteklar. Inga underarter finns listade i Catalogue of Life.